# Cyclothone obscura
Cyclothone obscura és una espècie de peix pertanyent a la família dels gonostomàtids.

## Descripció
- Pot arribar a fer 6,6 cm de llargària màxima.[5][6]

## Hàbitat
És un peix marí i batipelàgic que viu entre 900 i 3.500 m de fondària (normalment, entre 2.000 i 2.600) i entre les latituds 36°N-45°S, 180°W-180°E. No fa migracions verticals.

## Distribució geogràfica
Es troba a l'Atlàntic, l'Índic, el Pacífic i el mar de la Xina Meridional.

## Observacions
És inofensiu per als humans.